# Lisciano Niccone
Lisciano Niccone ist eine italienische Gemeinde mit 610 Einwohnern (Stand 31. Dezember 2023) in der Provinz Perugia in der Region Umbrien.

## Geografie

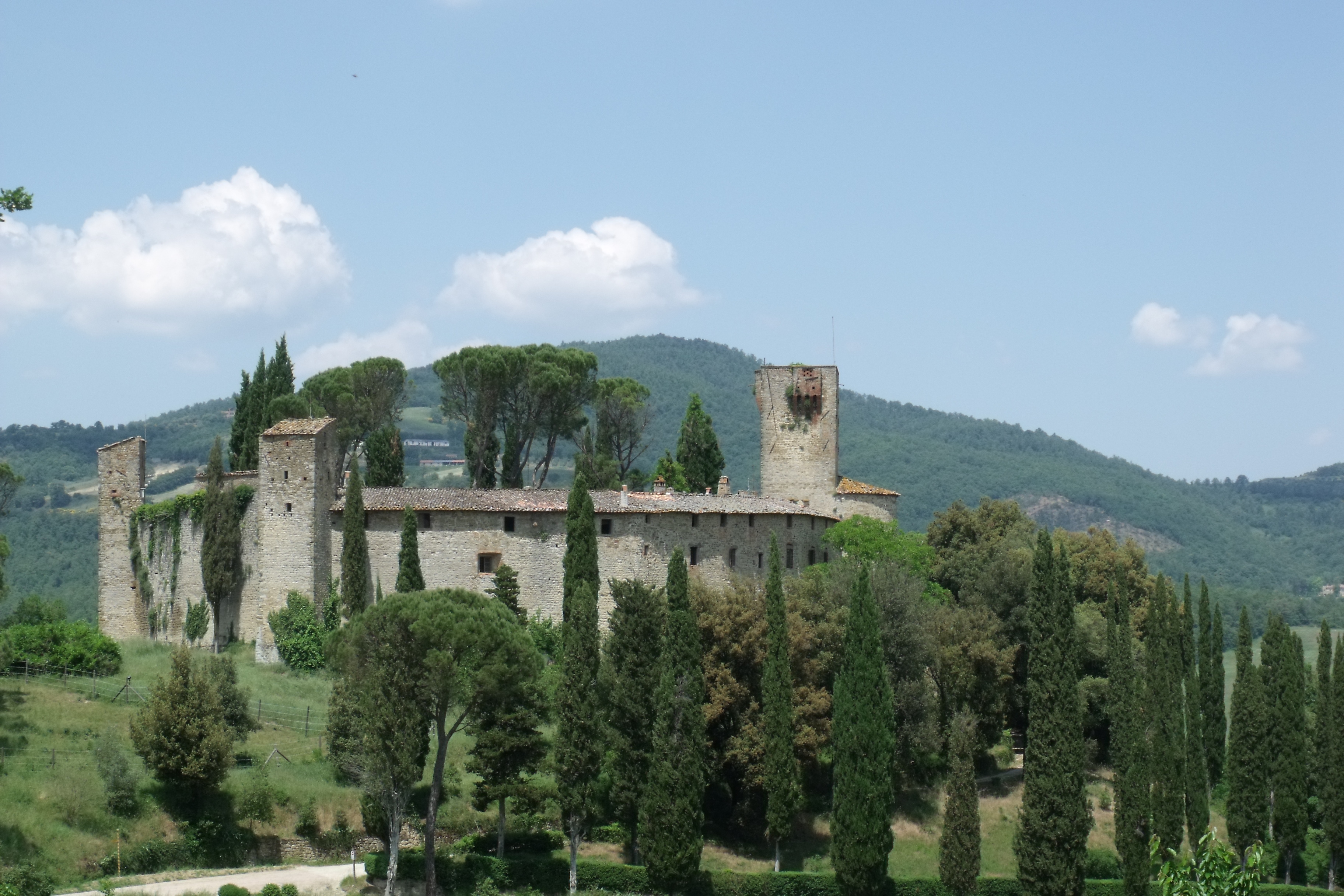
Die Burg Castello Reschio

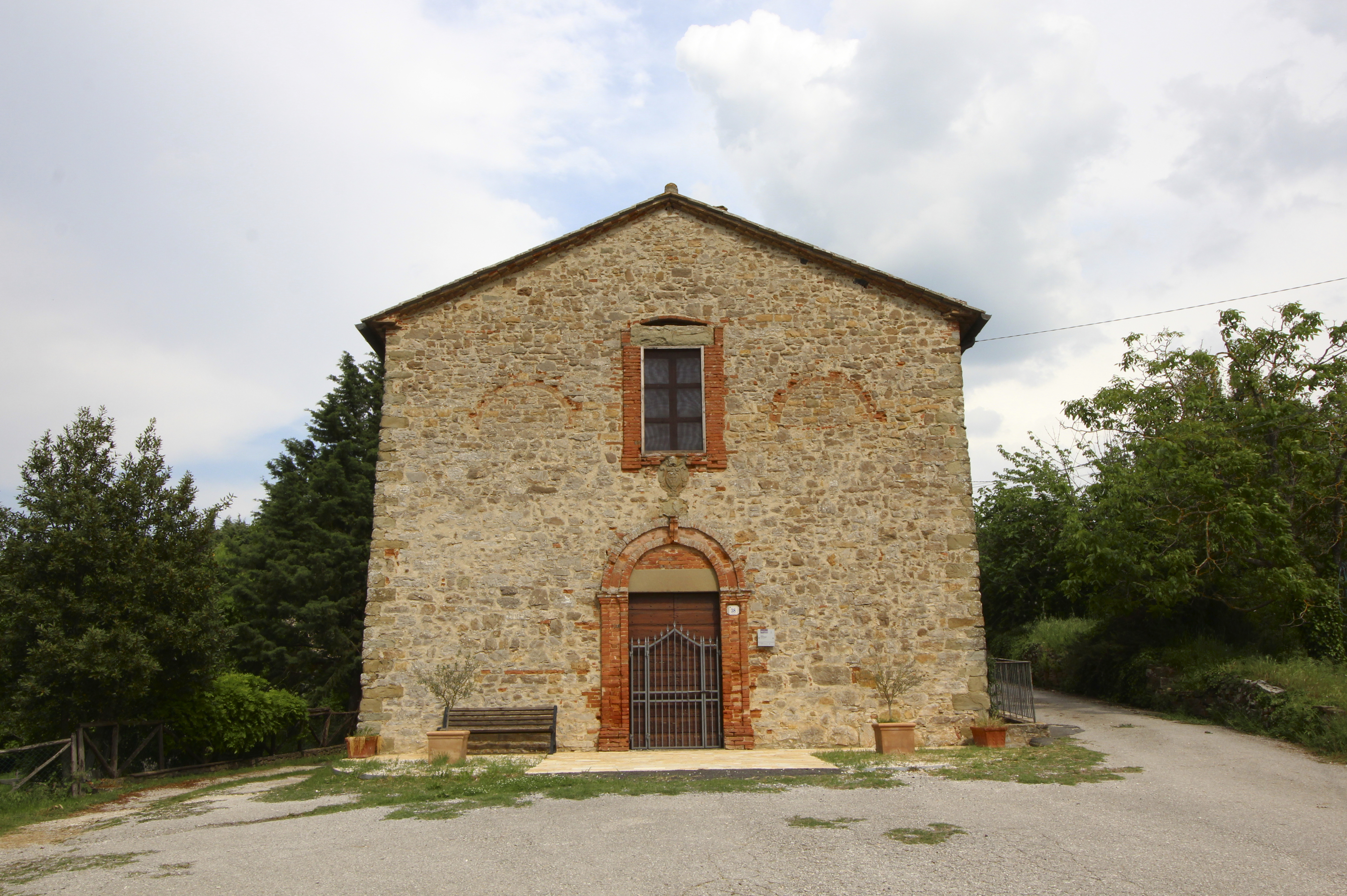
Die Kirche San Niccolò in Val di Rose

Die Gemeinde erstreckt sich über rund 36 km². Die Gemeinde liegt etwa 25 km nordwestlich von Perugia am Fuße des Monte Castiglione (802 m) und am Fluss Niccone, einem Nebenfluss des Tiber, zwischen dem Lago Trasimeno und dem Tibertal (Valtiberina).
Zu den Ortsteilen (Frazioni) gehören Crocicchie, Gosparini, Le Crete, Le Crocicchie, Pian di Marte, Reschio, San Martino, Santa Maria delle Corti und Val di Rose.
Die Nachbargemeinden sind Cortona (AR), Passignano sul Trasimeno, Tuoro sul Trasimeno und Umbertide.

## Geschichte
Einige der Ortsteile wurden schon von den Etruskern bewohnt, wie Funde bei Villa Sagraia und Bellona am Monte Murlo (818 m, nahe Preggio bei Umbertide) zeigen. Nach der Schlacht am Trasimenischen See 217 v. Chr. wurde der Ort von den Truppen Hannibals stark beschädigt. Der Hauptteil des Ortsnamens entstammt wahrscheinlich dem römischen Namen Lisus oder Licius, der Namenszusatz Niccone entstand durch den im Ortsgebiet gelegenen gleichnamigen Fluss. Der Ortsteil Niccone nahe der Mündung des Flusses Niccone in den Tiber gehört allerdings zur Gemeinde Umbertide. In der Zeit unter byzantinischer Herrschaft entstand der sogenannte Byzantinische Korridor, ein befestigter Korridor von Rom zum Exarchat von Ravenna, um sich vor dem östlich gelegenen Spoleto und den westlich gelegenen Territorien der Langobarden zu schützen. Hierbei standen sich jeweils Burgenpaare gegenüber, auf dem Gemeindegebiet von Lisciano Niccone waren dies jeweils die Burgen von Pierle und Lisciano sowie Reschio und Sorbello. Im Jahr 1202 unterwarfen sich die Grafen Del Monte des Castello di Lisciano der Herrschaft aus Perugia, die zu dieser Zeit dem Kirchenstaat unterstanden und die Stadtmauern zwischen dem 12. und 14. Jahrhundert errichteten. Nach kurzer Zeit unter der Herrschaft der Casali di Cortona aus dem naheliegenden Cortona kehrte der Ort 1479 zum Kirchenstaat zurück, bei dem er bis zur Einheit Italiens 1861 verblieb. Von diesem Zeitpunkt bis zu den 1950er Jahren lebten im Ort durchschnittlich um die 2000 Einwohner, danach fand ein Bevölkerungsschwund statt, so dass heute nur noch etwa ein Drittel der damaligen Bevölkerung den Ort bewohnt.

## Sehenswürdigkeiten
- Borgo di Bastia Creti, ehemals Bastia di Croce genannt, befestigter Ort ca. 8 km vom Hauptort gelegen, der 1433 errichtet wurde.
- Castello di Lisciano, im 9. oder 10. Jahrhundert entstandene Burg nahe dem Hauptort.
- Castello di Montalto, ca. 18 km vom Hauptort gelegene Burg. Wurde erstmals 1385 dokumentiert, als Perugia die Festung ausbaute.
- Castello di Pierle, ca. 3 km vom Hauptort gelegene Burgruine am Monte Maestrino auf dem Gemeindegebiet von Cortona, die seit dem 11. Jahrhundert zu den Grafen Del Monte gehörte. Die Burg wurde im 14. Jahrhundert von Bernabò Visconti den Oddi aus Perugia als Lehen überlassen und dann von den Casali aus Cortona erworben. Francesco Casali erneuerte die Burg 1371, die allerdings 1574 auf Weisung von Ferdinando I. de’ Medici zerstört wurde.
- Castello di Reschio, ca. 4 km vom Hauptort gelegene Burg, die im 10. Jahrhundert entstand und spätestens ab dem 12. Jahrhundert den Grafen Del Monte gehörte. Im Inneren befindet sich die Kirche San Michele Arcangelo
- Castello di Sorbello, ca. 5 km vom Hauptort gelegene Burg in Sant’Andrea di Sorbello, die auf dem heutigen Gemeindegebiet von Cortona liegt. Der Bau wurde im 10. Jahrhundert von Ghibellinen begonnen, die Südseite wurde im 12. Jahrhundert fertiggestellt, der Turm wurde im 13. Jahrhundert erheblich verstärkt, als sich die Burg Perugia unterwarf.
- Chiesa di San Biagio, Kirche aus dem 11. Jahrhundert im Ortsteil Pierle, die 1505 neu gebaut wurde.
- Chiesa di San Niccolò, Kirche im Ortsteil Val di Rose, enthält ein Werk aus dem Jahr 1515 von Eusebio da San Giorgio (* um 1465 in Perugia; † nach 1540.[4])
- Chiesa di San Tommaso, erstmals 1332 erwähnte Kirche.[5]
- Chiesa di Santa Maria delle Corti, Kirche im Hauptort.